# Цебьюга (правый приток Мезени)
Цебьюга (Цеблюга) — река в России, течёт по территории Лешуконского района Архангельской области. Устье реки находится в 242 км по правому берегу реки Мезень. Длина реки составляет 47 км. Площадь водосборного бассейна — 488 км².

## Данные водного реестра
По данным государственного водного реестра России относится к Двинско-Печорскому бассейновому округу, водохозяйственный участок реки — Мезень от истока до водомерного поста у деревни Малонисогорская. Речной бассейн реки — Мезень.
Код объекта в государственном водном реестре — 03030000112103000046026.